# Theatinerkirche
De Theatinerkirche (ook wel Stiftskerk Sint-Cajetanus) is een rooms-katholieke Kerk in München, was de hofkerk van het huis Wittelsbach en de kerk van de Orde der Theatijnen, gelegen aan de Theatinerstr. 22. De kerk werd tussen 1663 en 1690 gebouwd na de stichting door keurvorst Ferdinand Maria van Beieren en Henriëtte Adelheid van Savoye, uit dankbaarheid na de geboorte van hun eerste zoon Max Emanuel in 1662. De kerk is het eerste voorbeeld van Italiaanse hoogbarok benoorden de Alpen. 
Architect van de kerk was Agostino Barelli, die de Romeinse titelkerk Sant'Andrea della Valle (niet toevallig ook een kerk die bediend werd door de paters theatijnen) als voorbeeld nam. De twee torens, die bij de Sant'Andrea ontbraken, werden later toegevoegd door Enrico Zuccalli. De gevel, in rococostijl werd pas in 1768 voltooid door François de Cuvilliés de Oudere. 

## Foto's

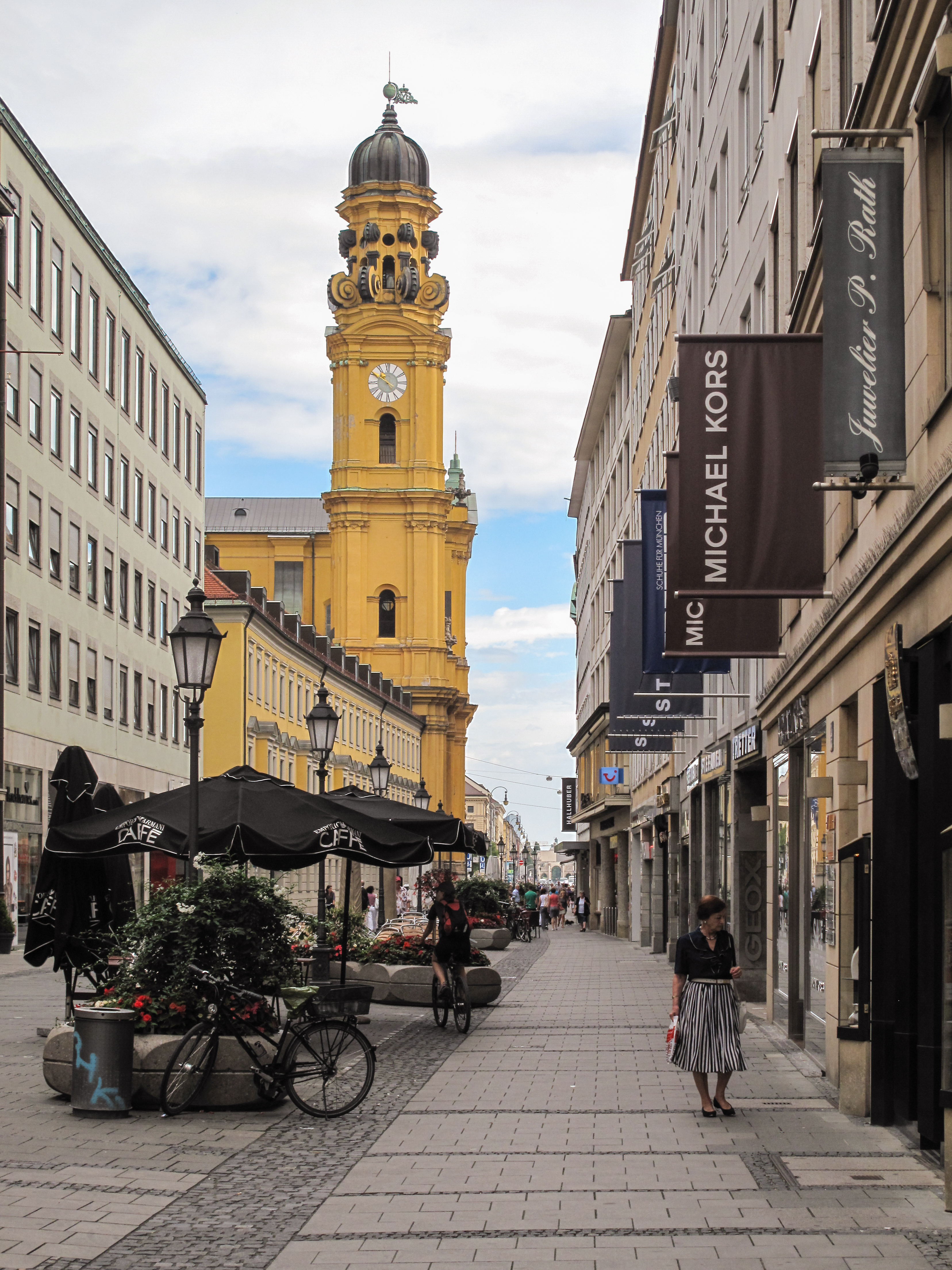
Theatinerkirche in straatzicht
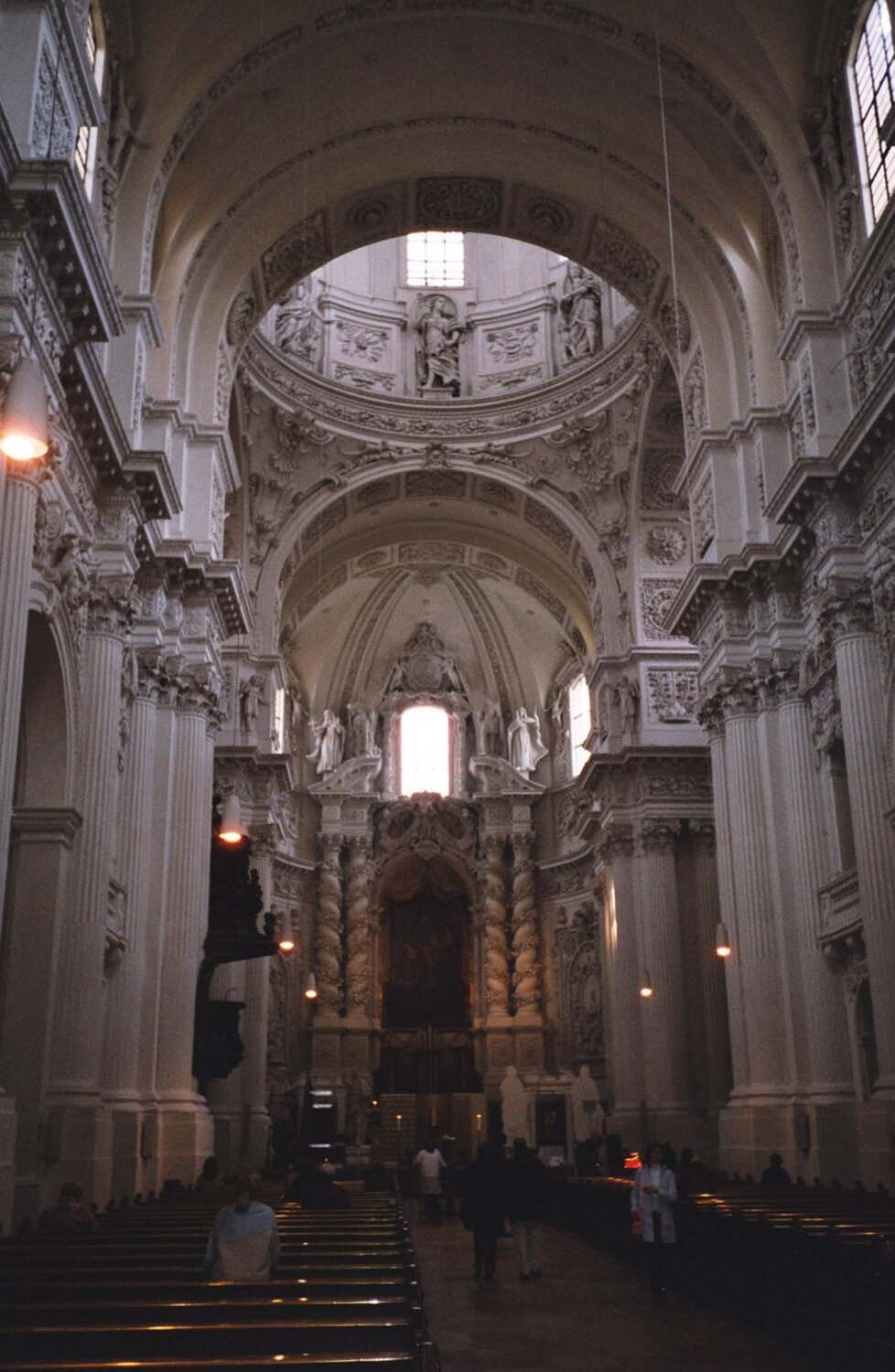
Interieur van de kerk
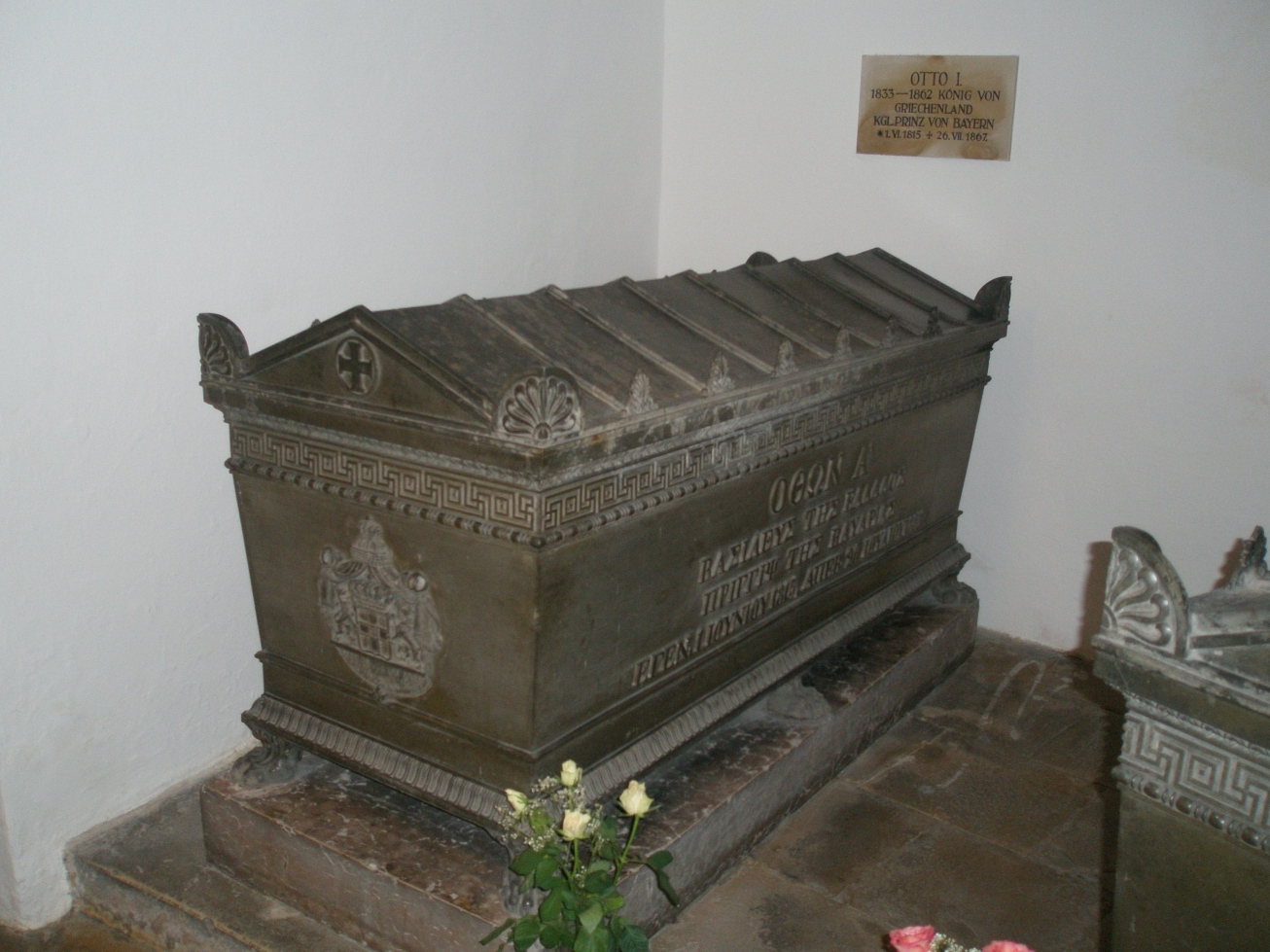
Graf van Prins Otto van Beieren, die als Otto I koning van Griekenland was

## Crypte
Onder de kerk is de koninklijke crypte van het huis Wittelsbach. Hier liggen, naast de twee stichters, onder andere begraven:
- Maximiliaan II Emanuel van Beieren
- Keizer Karel VII Albrecht
- Maximiliaan III Jozef van Beieren
- Karel Theodoor van Beieren
- Maximiliaan I Jozef van Beieren
- Maximiliana van Beieren, zijn jong gestorven dochter.
- Maximiliaan II van Beieren en zijn echtgenote  Marie van Pruisen
- Otto I van Griekenland en zijn echtgenote Amalia van Oldenburg
- Luitpold van Beieren
- Alexandra Amalie van Beieren
- Rupprecht van Beieren en zijn echtgenote Marie Gabrielle in Beieren
- Arnulf van Beieren en zijn zoon Hendrik van Beieren